# Walerij Mieżłauk
Walerij Iwanowicz Mieżłauk (ros. Валерий Иванович Межлаук, łot. Valērijs Mežlauks, ur. 7 lutego?/19 lutego 1893 w Charkowie, zm. 29 lipca 1938 w miejscu egzekucji Kommunarka pod Moskwą) – polityk socjaldemokratyczny i komunistyczny pochodzenia łotewskiego, wojskowy i działacz SDPRR(b)/RKP(b)/ WKP(b), menedżer. W czasie wojny domowej na różnych funkcjach dowódczych w Armii Czerwonej, następnie na wysokich stanowiskach w zarządzaniu gospodarką RFSRR i ZSRR. Ostatecznie wiceprzewodniczący Rady Komisarzy Ludowych ZSRR (wicepremier ZSRR) i szef Gosplanu (komisji planowania gospodarczego ZSRR) (1934-1937).

## Życiorys
Urodzony w rodzinie łotewskiego szlachcica i nauczyciela, w 1907 wstąpił do SDPRR, w 1914 skończył Wydział Historyczno-Filologiczny Uniwersytetu Charkowskiego, a w 1917 Wydział Prawa tego uniwersytetu (eksternistycznie). Od marca do lipca 1917 członek SDPRR (internacjonalistów), następnie SDPRR(b), członek Charkowskiego Komitetu SDPRR(b) i Rady Charkowskiej, od 23 grudnia 1917 członek Charkowskiego Komitetu Wojskowo-Rewolucyjnego, wojskowy komisarz guberni kazańskiej, zastępca ludowego komisarza finansów Ukraińskiej Ludowej Republiki Rad, od 14 lutego do marca 1918 ludowy komisarz finansów Doniecko-Krzyworoskiej Republiki Radzieckiej, członek Donieckiego Komitetu Obwodowego KP(b)U i Donieckiego Sztabu Wojennego.
Między majem a czerwcem 1918 zastępca przewodniczącego Komisji Likwidacyjnej Wojsk Południa Rosji, od 3 września do 24 października 1918 członek Rady Wojskowo-Rewolucyjnej 5 Armii Frontu Wschodniego, od 24 października 1918 do 23 listopada 1919 członek Rady Wojskowo-Rewolucyjnej Frontu Południowego, od 4 listopada 1918 do 8 czerwca 1919 członek Rady Wojskowo-Rewolucyjnej 10 Armii Frontu Południowego, od stycznia 1919 ludowy komisarz, później zastępca ludowego komisarza spraw wojskowych Ukraińskiej SRR, od 25 maja do 28 czerwca 1919 członek Rady Wojskowo-Rewolucyjnej 7 Armii Frontu Zachodniego, od 8 czerwca do 28 lipca 1919 członek Rady Wojskowo-Rewolucyjnej 14 Armii. Od 23 września do 1 grudnia 1919 członek Rady Wojskowo-Rewolucyjnej Tulskiego Rejonu Ufortyfikowanego, od 1 grudnia 1919 do marca 1920 członek Rady Wojskowo-Rewolucyjnej 2 Armii, od stycznia 1920 członek Rady Wojskowo-Rewolucyjnej 1 Kolejowej Armii Pracy, od 16 do 25 czerwca 1920 członek Rady Wojskowo-Rewolucyjnej 3 Armii Frontu Zachodniego (wojna z Polską), od 25 czerwca do 30 sierpnia 1920 członek Rady Wojskowo-Rewolucyjnej 4 Armii Frontu Zachodniego, od 30 sierpnia do 10 października 1920 członek Rady Wojskowo-Rewolucyjnej 4 Armii Frontu Południowego, ponownie komisarz ludowy spraw wojskowych Ukraińskiej SRR, komisarz kolei moskiewsko-kurskiej.
W latach 1921–1922 zastępca komisarza ludowego komunikacji RFSRR, w latach 1922-1924 członek kolegium tego komisariatu, w latach 1924-1931 członek Prezydium Najwyższej Rady Gospodarki Narodowej ZSRR, od 19 grudnia 1927 do 26 stycznia 1934 zastępca członka KC WKP(b), 1928-1931 wiceprzewodniczący Najwyższej Rady Gospodarki Narodowej. Od listopada 1931 do 25 kwietnia 1934 I wiceprzewodniczący Państwowej Komisji Planowania przy Radzie Komisarzy Ludowych ZSRR (Gosplan), od 10 lutego 1934 do 8 grudnia 1937 członek KC WKP(b), od 25 kwietnia 1934 do 25 lutego 1937 wiceprzewodniczący Rady Komisarzy Ludowych ZSRR (wicepremier), wiceprzewodniczący Rady Pracy i Obrony ZSRR i przewodniczący Gosplanu. Od 25 lutego do 22 sierpnia 1937 komisarz ludowy  przemysłu ciężkiego ZSRR, od 22 sierpnia do 17 października 1937 komisarz ludowy przemysłu budowy maszyn ZSRR, od 17 października do 1 grudnia 1937 ponownie wicepremier ZSRR i przewodniczący Gosplanu ZSRR.
W okresie "wielkiej czystki" 2 grudnia 1937 aresztowany przez NKWD. 28 lipca 1938 skazany przez Kolegium Wojskowe Sądu Najwyższego ZSRR na śmierć z zarzutu o udział w kontrrewolucyjnej organizacji terrorystycznej. Następnego dnia rozstrzelany w miejscu egzekucji Kommunarka pod Moskwą, pochowany anonimowo.
17 marca 1956 pośmiertnie zrehabilitowany postanowieniem Kolegium Wojskowego SN ZSRR.
Odznaczony Orderem Lenina (21 lutego 1936) i Orderem Czerwonego Sztandaru (20 lutego 1928).